# The Temple of Elemental Evil
| Сводный рейтинг       | Сводный рейтинг    |
| Агрегатор             | Оценка             |
| --------------------- | ------------------ |
| GameRankings          | 70,88 %            |
| Metacritic            | 71/100 (24 обзора) |
| Иноязычные издания    |                    |
| Издание               | Оценка             |
| 1UP.com               | B-                 |
| AllGame               | [ 4 ]              |
| GameRevolution        | C-                 |
| GameSpot              | 7,9/10             |
| GameSpy               | [ 7 ]              |
| IGN                   | 7,5/10             |
| Русскоязычные издания |                    |
| Издание               | Оценка             |
| Absolute Games        | 63 %               |
| «Домашний ПК»         | [ 10 ]             |
| «Игромания»           | 8,0/10             |
| Награды               |                    |
| Издание               | Награда            |
| GameSpy               | Editors' Choice    |
| ЛКИ                   | Орден журнала      |

The Temple of Elemental Evil: A classic Greyhawk Adventure (рус. Храм первородного зла) — выпущенная в 2003 году компанией Troika Games компьютерная ролевая игра, основывающаяся на сеттинге Greyhawk 3.5 редакции D&D.
Главной особенностью игры является предельно точное следование настольному приключению и правилам D&D.

## Игровой процесс
В начале игры игрок создает партию (отряд) из 5 персонажей. В дальнейшем он может нанимать тем или иным способом наёмников, с которыми затем придется делиться добычей. Отряд путешествует по местности в традиционном для cRPG стиле (мышь: левое нажатие — выбор, правое — перемещение). Схватки переводят игру в пошаговый режим, рассчитывающийся в соответствии с правилами D&D.